# 6510 Tarry
6510 Tarry este un asteroid din centura principală de asteroizi.

## Descriere
6510 Tarry este un asteroid din centura principală de asteroizi. A fost descoperit pe 23 februarie 1987 la Observatorul Palomar de Carolyn S. Shoemaker și Eugene M. Shoemaker. Asteroidul prezintă o orbită caracterizată de o semiaxă mare de 2,36 ua, o excentricitate de 0,23 și o înclinație de 23,0° în raport cu ecliptica.